# Габіхтсвальд (Гессен)
Габіхтсвальд (нім. Habichtswald) — громада в Німеччині, знаходиться в землі Гессен. Підпорядковується адміністративному округу Кассель. Входить до складу району Кассель.
Площа — 28,21 км2. Населення становить 5163 ос. (станом на 31 грудня 2020).